# Милан Бишевац
Милан Бишевац (Лешак, 31. август 1983) је бивши српски фудбалер.  Играо је на позицији одбрамбеног играча.

## Клупска каријера
На почетку каријере играо је у БАСК-у, Бежанији и Железнику.
У јулу 2004. потписује за Црвену звезду. За две и по сезоне у црвено-белом дресу је одиграо 83 такмичарске утакмице и постигао три гола. Учествовао је у освајању две дупле круне у сезонама 2005/06. и 2006/07. У летњем прелазном року 2006. постаје члан француског Ланса, али је до јануара 2007. остао на позајмици у Црвеној звезди. Следеће сезоне 2007/08. постаје стандардан у одбрани Ланса, али клуб на крају сезоне испада из Прве лиге Француске.
Дана 3. јула 2008. потписује уговор на четири године са прволигашем Валансјеном. Већ у првој сезони у клубу је одиграо 37 лигашких утакмица, а у другој сезони 2009/10. постаје капитен. Током летњег прелазног рока 2010. више европских клубова је хтело да га ангажује, али ниједан није испунио услове Валенсијена, тако да је остао још једну сезону у клубу. У дресу Валенсијена је у три сезоне одиграо укупно 100 лигашких утакмица и у њима постигао 4 гола.
Дана 25. јула 2011. Бишевац је потписао уговор на три године са Париз Сен Жерменом. Након сезоне у ПСЖ-у, Бишевац у августу 2012. мења средину и потписује четворогодишњи уговор са Олимпик Лионом.
Након што је претходно раскинуо уговор са Лионом, Бишевац је почетком јануара 2016. као слободан играч потписао уговор са Лацијом. У римском клубу је остао до краја сезоне 2015/16. и за то време је одиграо 11 првенствених утакмица, уз један постигнут гол против Карпија. У августу 2016. је потписао двогодишњи уговор са француским прволигашем Мецом. У екипи Меца је остао до истека уговора, а у другој сезони са клубом је испао из највишег ранга.
Крајем августа 2018. се прикључује екипи Диделанжа из Луксембурга. Након сезоне у Диделанжу, Бишевац је остао у Луксембургу али је прешао у редове тамошњег друголигаша Свифт Есперанжа. Ипак за овај клуб није одиграо ниједну утакмицу па је убрзо завршио играчку каријеру.

## Репрезентација
Са младом репрезентацијом Србије и Црне Горе освојио је сребрну медаљу на ЕП за младе испод 21 година. За младу репрезентацију је играо 16 пута и постигао један гол. Такође је 2004. учествовао на Олимпијским играма играјући за Србију и Црну Гору.
За А репрезентацију Србије је наступао на 19 мечева. Дебитовао је 16. августа 2006. у првом мечу „орлова“ против Чешке (3:1) у Прагу, а наступио је још и против Пољске (1:1) у Варшави, као и против Азербејџана (6:1) у Бакуу. До новог позива у национални тим је чекао скоро четири године, све до фебруара 2011. и сусрета са Израелом (2:0) у Тел Авиву. Последњи пут репрезентативни дрес је носио 14. новембра 2014. против Данске (1:3) у Београду, у квалификацијама за Европско првенство 2016. у Француској.

## Трофеји

### Црвена звезда
- Првенство Србије и Црне Горе (1) : 2005/06.
- Првенство Србије (1) : 2006/07.
- Куп Србије и Црне Горе (1) : 2005/06.
- Куп Србије (1) : 2006/07.